# Taktil
Ordet taktil betyder det at være følsom eller følelig.
Ordet bruges ofte i forbindelse med handicaptilgængelighed. Særligt blinde og svagtseende ønsker taktile overflader i by- og gaderum. Et opmærksomhedfelt ("felt med taktil overflade") er et felt med ujævn overflade, som typisk anvendes ved fodgængerovergange. 